# Ateismo marxista-leninista

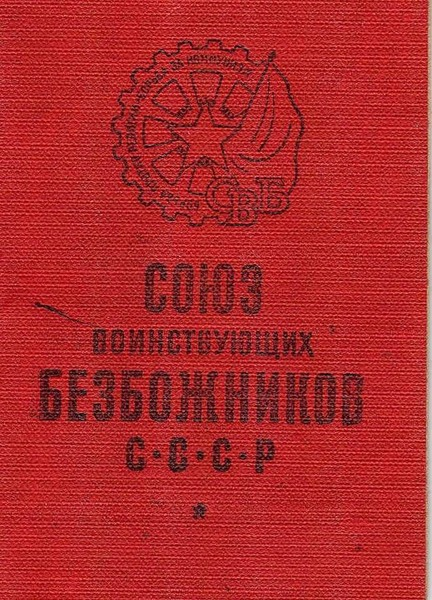
Il libretto di un iscritto alla Lega degli atei militanti in Unione Sovietica.

Nella filosofia marxista, l'ateismo marxista-leninista (o ateismo scientifico marxista-leninista) rappresenta l'elemento irreligioso e anticlericale del marxismo-leninismo, l'ideologia ufficiale di Stato dell'Unione Sovietica e in altri stati comunisti. Basato sulla concezione materialista dialettica del ruolo dell'umanità nella natura, l'ateismo marxista-leninista asserisce che la religione è l'oppio dei popoli, con lo scopo di promuovere l'accettazione passiva da parte di una persona della propria povertà e del suo sfruttamento come un modo di vivere normale della vita umana sulla Terra, con la speranza di una ricompensa dopo la morte; di conseguenza il marxismo-leninismo difende l'ateismo rispetto al credo religioso.
Per supportare tali premesse ideologiche, l'ateismo marxista-leninista spiega l'origine della fede religiosa e i metodi della critica scientifica alla religione. Le radici filosofiche dell'ateismo materialista si possono trovare nelle opere di Georg Wilhelm Friedrich Hegel (1770–1831), Ludwig Feuerbach (1804–1872), Karl Marx (1818–1883) e di Vladimir Lenin (1870–1924). Al contrario del marxismo sovietico, altre versioni della filosofia marxista non sono anti-religiose come la teologia della liberazione sviluppata dai marxisti latinoamericani.

## Basi filosofiche

### Ludwig Feuerbach

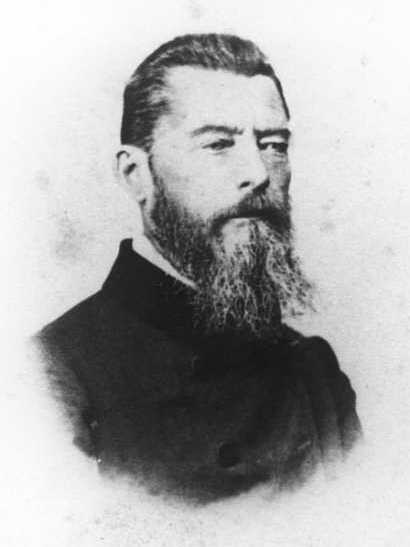
Ludwig Feuerbach separava la filosofia dalla religione per permettere ai filosofi di interpretare liberamente la realtà materiale della natura.

Agli inizi del XIX secolo, Karl Marx partecipava ai dibatti sulla filosofia della religione, in particolare sulle interpretazioni presentate dall'hegelismo (“Ciò che è razionale è reale, e ciò che è reale è razionale"). In questi dibattiti sulla ragione e la realtà, gli hegeliani considerarono la filosofia come un'attività intellettuale al servizio delle intuizioni della comprensione religiosa cristiana, che Georg Wilhelm Friedrich Hegel aveva razionalizzato nella Fenomenologia dello spirito (1807). Nonostante fosse critico sulla religione contemporanea, come intellettuale del XIX secolo, Hegel perseguì l'ontologia e l'epistemologia della cristianità, come un interesse personale compatibile con le spiegazioni teologiche cristiane del Dasein — spiegazioni dell'esistenza e dell'essere — che chiarificò, sistematizzò e giustificò nella sua filosofia.
Dopo la sua morte nel 1831, la filosofia di Hegel sull'essere e l'esistenza venne dibattuta dalla Sinistra hegeliana e gli atei materialisti — come Ludwig Feuerbach — che rifiutarono tutte le filosofie religiose; Karl Marx si schierò con la filosofia degli atei materialisti. Feuerbach separò la filosofia dalla religione per garantire l'autonomia intellettuale ai filosofi nelle loro interpretazioni della realtà materiale, obiettò la base religiosa della filosofia dello spirito di Hegel per analizzare in maniera critica le basi della teologia e reindirizzò la filosofia dal paradiso alla Terra, dai soggetti della dignità umana al senso della vita, di cosa sia la morale e quale sia lo scopo dell'esistenza, e concluse che l'umanità ha creato le divinità come riflessioni dell'Io umano. Riguardo alla separazione concettuale dell'Uomo da Dio, in Essenza del cristianesimo (1841) Feuerbach scrive:
Inoltre, Feuerbach affermò che la religione esercita un potere socio-politico sulla mente umana attraverso la promozione della paure delle forze mistiche dei cieli, e concluse che le chiese dovrebbero essere distrutte e la religione eradicata attraverso l'istruzione. Da questa prassi della filosofia materialista, da tale pensiero e azione, lo studioso Karl Marx divenne un filosofo politicamente radicale.

### Karl Marx

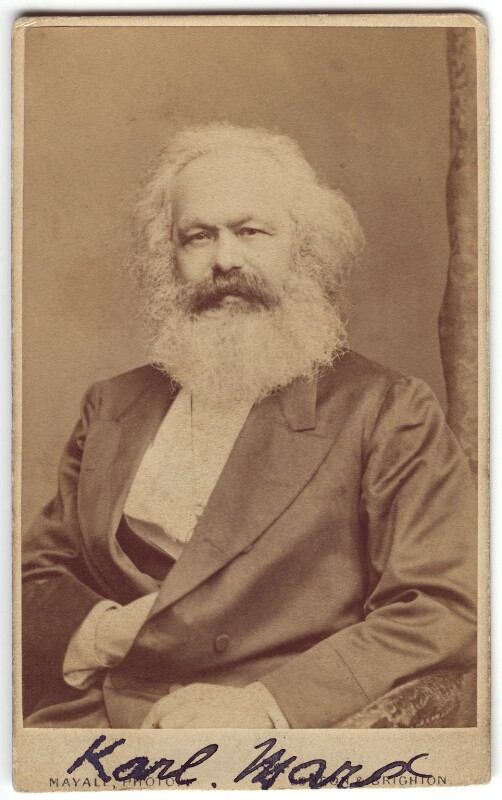
Karl Marx sintetizzava la filosofia anti-religiosa con il materialismo dialettico per mostrare la religione come un costrutto sociale usato per il controllo sociale da parte della classe dirigente della società.

Come filosofo del materialismo, Karl Marx rifiutò la filosofia religiosa e i suoi contributi culturali considerando entrambi come dannose per la mente umana e il progresso; accettò invece l'autonomia umana dall'autorità soprannaturale come una verità assiomatica riguardo al mondo reale dell'Europa industriale del XIX secolo. Secondo Marx, le chiese hanno inventato la religione per giustificare lo sfruttamento del lavoro della classe operaia da parte delle classi dirigenti, tramite una società industriale stratificata; come tale, la religione è una droga che fornisce una fuga emozionale dal mondo reale. In Per la critica della filosofia del diritto di Hegel, Marx ha descritto la natura contraddittoria del sentimento religioso:
Questa filosofia atea ha liberato gli uomini e le donne dal reprimere il loro innato potenziale da esseri umani, e ha permesso al popolo di avere la cognizione della loro azione propria, e quindi sono padroni della loro realtà individuale, poiché l'autorità terrena delle divinità soprannaturali non è reale. Marx si è opposto alla funzione di controllo sociale della religione, che le chiese hanno realizzato sulla via dell'atomizzazione sociale; l'anomia e l'alienazione sociale che dividono psicologicamente gli esseri umani da loro stessi (come singoli uomini e donne) e che alienano le persone da l'un l'altra (come parti di una comunità sociale). Quindi, l'autorità sociale della teologia (ideologia religiosa) dovrebbe essere rimossa dal diritto, dalle norme sociali e dalle tradizioni con cui gli uomini governano la società. In questa vena di emancipazione politica, rappresentata nei concetti culturalmente progressisti di "cittadino" e "cittadinanza" come un'identità sociale, Marx scrive nell'articolo Sulla questione ebraica che:
Di conseguenza, poiché la religione organizzata è un prodotto umano derivato dalle oggettive condizioni materiali, e che i sistemi economici, come il capitalismo, influenzano le condizioni materiali della società, l'abolizione di sistemi ineguali di economia politica e di classi sociali stratificate deperirebbe lo Stato e la religione ufficiale, in conseguenza dell'instaurazione di una società comunista priva di un formale apparato statale e di un sistema di classi. Riguardo alla natura e alla funzione di controllo sociale del sentimento religioso, in Un contributo alla critica della filosofia del diritto di Hegel (1843), Marx afferma che:
In questo modo, Marx trasforma la filosofia irreligiosa e anticlericale di Feuerbach in prassi politica, e in una base filosofica della sua nascente ideologia, ovvero il materialismo dialettico. In Proprietà privata e comunismo (1844), Marx scrive che "Il comunismo inizia dall'inizio con l'ateismo; ma l'ateismo è, inizialmente, lontano dall'essere comunismo; invece, questo ateismo è ancora in gran parte un'astrazione"; e ridefinisce l'ateismo di Feuerbach in una critica alle condizioni materiali (socio-economiche) responsabili dell'invenzione della religione. Riguardo all'artificio sociale della fede religiosa, nelle Tesi su Feuerbach, Marx afferma:
La filosofia umanista del materialismo dialettico propone che le condizioni esistenziali dell'essere umano risultano dall'interazione delle forze materiali (terra, vento e fuoco) che esistono nel mondo fisico. La religione si è originata come un conforto psicologico per i lavoratori sfruttati che vivono nella realtà della schiavitù salariale in una società industriale. Questo, nonostante l'origine operaia della religione organizzata, il clero ha permesso alla classe dirigente di controllare il sentimento religioso (la prassi della religione), che garantisce il controllo di tutta la società — la classe media, la classe lavoratrice e il proletariato — con gli schiavi cristiani che sperano in una ricompensa nell'aldilà. Ne L'ideologia tedesca (1845), riguardo alla psicologia della fede religiosa, Marx sostiene che:
Nell'istituzione della società comunista, la filosofia dell'ateismo marxista–leninista interpreta la degenerazione sociale della religione organizzata — dal conforto psicologico al controllo sociale — per giustificare l'abolizione rivoluzionaria di una religione ufficiale di Stato, e la sua sostituzione con l'ateismo ufficiale; quindi, lo Stato marxista–leninista non ha alcuna religione ufficiale.

### Friedrich Engels

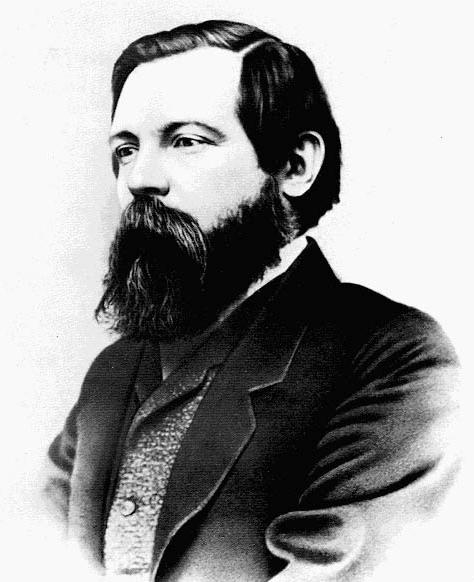
Friedrich Engels identificava la religione come un bisogno della persona per una riflessione spirituale di fantasia del proprio Io, attraverso cui avere un certo controllo sulla vita e la realtà.

In Ludwig Feuerbach e il punto d'approdo della filosofia classica tedesca (1846) ed Anti-Dühring (1878), Friedrich Engels si occupò dei problemi sociali contemporanei con critiche alla visione mondiale idealistica, in particolare alle interpretazioni religiose della realtà materiale del mondo. Engels propose che la religione è una fantasia sui poteri sovrannaturali che controllano e determinano la povertà materiale dell'umanità disumanizzando lo squallore morale sin dagli albori della storia umana; ma tale assenza di controllo umano sulla propria esistenza umana può essere cessata con l'abolizione della religione. Attraverso il teismo, un bisogno del popolo di credere in una divinità, come una riflessione spirituale dell'Io, la religione sparirebbe gradualmente. Nell'Anti-Dühring, Engels scrive:
Engels considerava la religione come una falsa coscienza incompatibile con la filosofia comunista e spinse i partiti comunisti della Prima Internazionale a sostenere le politiche atee nei loro Stati; e raccomandava l'istruzione scientifica come un modo per superare il misticismo e le superstizioni del popolo bisognoso di una spiegazione religiosa del mondo reale. In vista di un progresso scientifico della rivoluzione industriale, la filosofia speculativa della teologia è diventata obsoleta nel determinare un posto per ogni persona nella società. Sempre nell'Anti-Dühring, Engels afferma:
Con gli avanzamenti scientifici, i progressi socio-economici e culturali richiedevano un materialismo come scienza piuttosto che come una filosofia separata dalle scienze. Nella sezione Negazione di una negazione dell'Anti-Dühring, Engels scrive: 

### Lenin

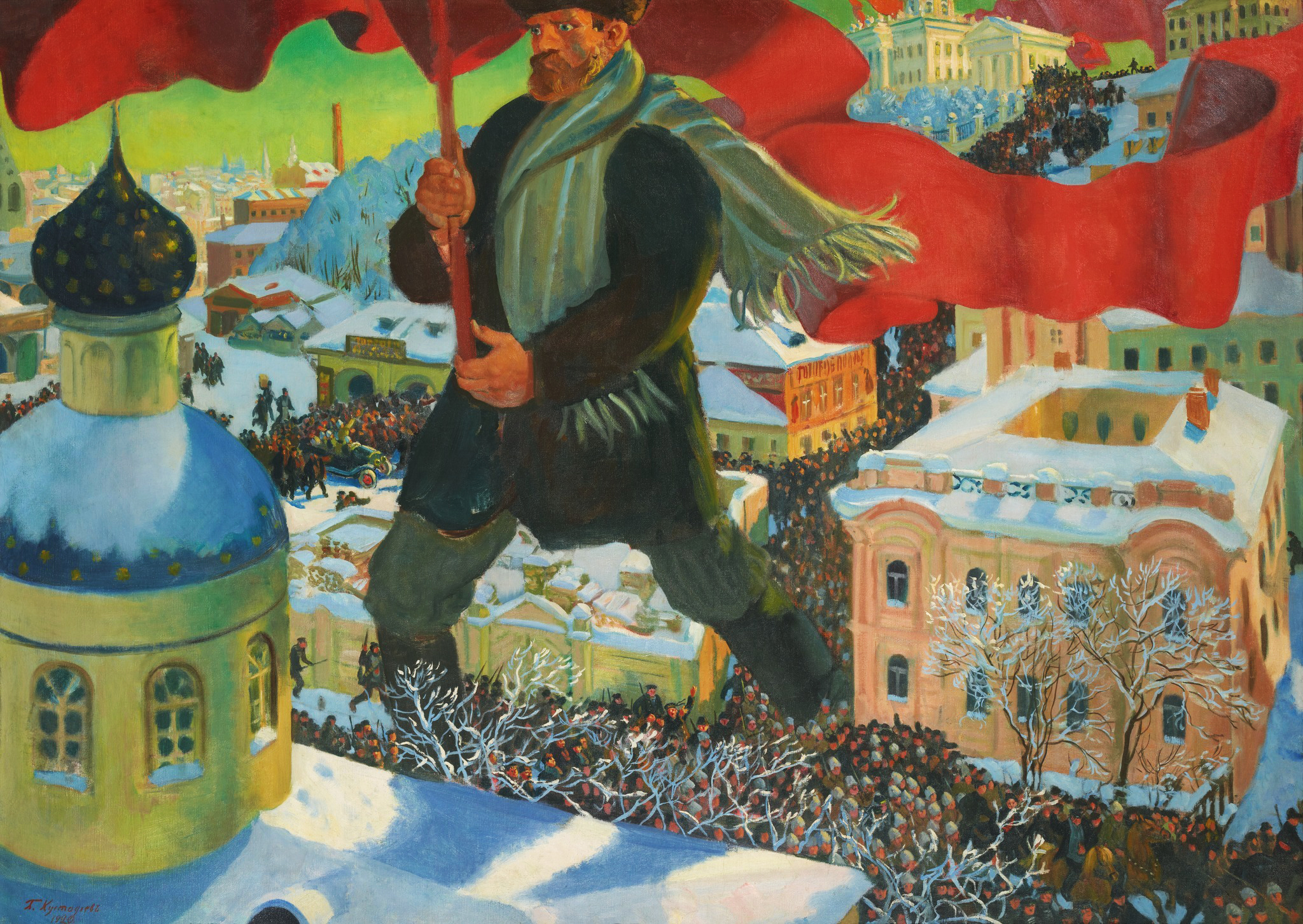
Il dipinto Bol’ševik di Boris Kustodiev ritrae un rivoluzionario bolscevico sventolare la bandiera rossa, guardando verso una chiesa ortodossa.

Come rivoluzionario bolscevico, Lenin affermò che un vero comunista avrebbe dovuto sempre promuovere l'ateismo e combattere contro la religione, poiché è l'oppiaceo psicologico che priva le persone dell'azione e della volontà, come uomini e donne, per controllare la loro propria realtà. Per rifiutare la legittimazione politica della religione, Lenin adattò l'ateismo di Marx e Engels all'Impero russo. Riguardo alla funzione di controllo sociale della religione, in Socialismo e religione, Lenin scrive:
Coloro che faticano e vivono nella miseria in tutte le loro vite sono istruiti, dalla religione, ad essere sottomessi e pazienti mentre sono qui sulla terra, e ad avere conforto nella speranza di una ricompensa celeste. Ma coloro che vivono per il lavoro degli altri sono istruiti, dalla religione, a praticare la carità mentre sono sulla terra, offrendo così un modo molto economico per giustificare la loro intera esistenza da sfruttatori e vendendo loro un biglietto, ad un prezzo moderato, per andare in paradiso. La religione è l'oppio per le persone. La religione è una sorta di alcol spirituale, in cui gli schiavi del capitale affogano la loro immagine umana, la loro richiesta di una vita più o meno degna dell'uomo.»
Poiché l'ideologia sociale della Chiesa ortodossa russa appoggiava lo zar, invalidare la credibilità della religione avrebbe invalidato la legittimità politica dello zar come capo dello stato russo. Quindi, l'ateismo scientifico diventa un mezzo della lotta di classe per invalidare l'autorità della classe dirigente che ha vissuto del lavoro della classe operaia e del proletariato, perché tutta l'attività intellettuale è stata fatta dalla classe borghese per il mantenimento dei suoi interessi. Quindi, i dibattiti teoretici sul controllo soprannaturale delle questioni umane sulla Terra acquistano senso soltanto ignorando la povertà materiale vissuta dalla maggioranza dei russi. Con la rivoluzione, l'ateismo divenne la base filosofica del marxismo-leninismo, l'ideologia del Partito Comunista Russo, al contrario della mite irreligione e anti-religione dei partiti comunisti non russi.
Per stabilire uno Stato socialista in Russia, Lenin difese la disseminazione dell'ateismo scientifico come una "necessità urgente" del Partito Comunista, e rifiutò la proposta di Anatolij Lunačarskij secondo cui i bolscevichi si erano approfittati della costruzione di Dio (ispirato alla "religione dell'umanità" di Feurbach), che "ha coltivato nelle masse emozioni, valori morali, desiderio" e che include quindi queste persone religiose nella rivoluzione. Politicamente, Lenin "si appellò all'ateismo dei militanti come un criterio per la sincerità degli impegni marxisti, come un principio di prova".

## Unione Sovietica

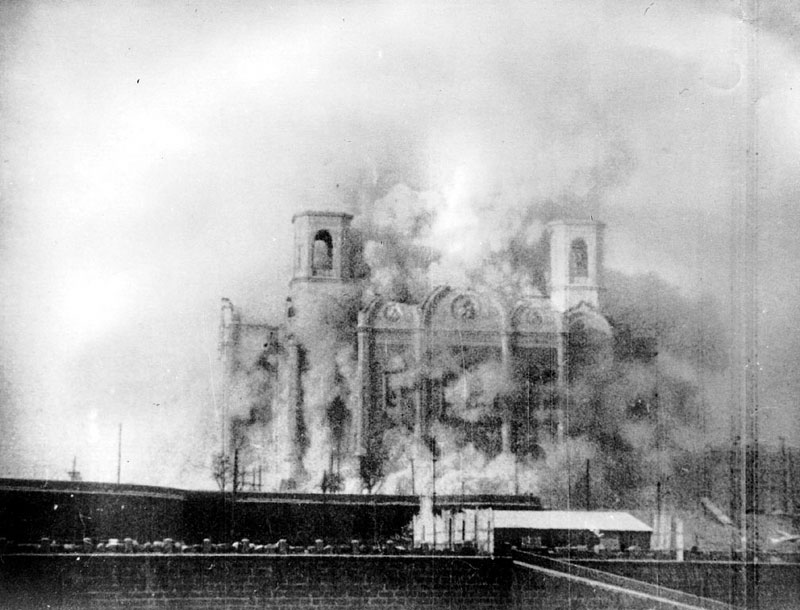
Nel 1931 Stalin ordinò la demolizione della cattedrale di Cristo Salvatore a Mosca

Le politiche pragmatiche di Lenin e del Partito Comunista indicavano che la religione doveva essere tollerata e soppressa come richiesto dalle condizioni politiche, anche se rimase l'ideale di un'ufficiale società atea. Ai sovietici, Lenin comunicò la visione mondiale atea del materialismo:
L'istituzione di una società socialista in Russia richiedeva un cambiamento della consapevolezza socio-politica del popolo, e la lotta contro la religione, il misticismo e il sovrannaturale era un requisito filosofico per l'iscrizione al Partito Comunista. Per Lenin, il vero socialista è un rivoluzionario che combatte sempre contro la religione e la fede, ovvero i nemici della ragione, della scienza e del progresso socio-economico.
L'anti-religione del governo bolscevico comprendeva la propaganda, leggi anti-religiose, l'educazione universale secolare, discriminazioni, persecuzioni politiche, arresti continui e violenza politica. Inizialmente, i bolscevichi si aspettavano che la scomparsa della religione con l'istituzione del socialismo, e dopo la Rivoluzione d'ottobre tollerarono quindi la maggior parte delle religioni, ad eccezione della Chiesa ortodossa russa che sosteneva lo zarismo. Dalla fine degli anni venti, quando la religione non era ancora scomparsa, il governo sovietico iniziò delle campagne contro la religione (1928–1941) che perseguitavano "vescovi, preti e credenti laici" di tutte le fedi cristiane e li "arrestavano, giustiziavano e inviavano nei campi di lavoro". A est, i preti lamaisti "furono rastrellati fino alla Mongolia, dal NKVD assieme ai suoi affiliati locali, fucilati sul posto o trasferiti in Unione Sovietica per essere giustiziati o uccisi per i lavori forzati nel sistema dei Gulag"; e nel 1941, quando la Germania nazista invase l'URSS con l'operazione Barbarossa, 40.000 chiese e 25.000 moschee furono chiuse e convertite in scuole, cinema e club, magazzini, granai, o musei dell'ateismo scientifico.
Nel 1959, il corso accademico sui "Fondamenti dell'ateismo scientifico" (Osnovy naučnogo ateizma) fu "introdotto nel curriculum delle più alte istituzioni educative" dell'URSS. Nel 1964, divenne obbligatorio per tutti gli studenti in seguito ad una "scarsa risposta degli studenti".